# Turridrupa astricta
Turridrupa astricta é uma espécie de gastrópode do gênero Turridrupa, pertencente a família Turridae.